# Radio Gaga
Radio Gaga er en norsk tegneserie i stribeformat af Øyvind Sagåsen.
Serien så dagens lys i 2001, og handler om figurene som driver den lokale radiostation Radio Gaga. Selv om handlingen udspiller sig i radiomiljøet, handler det mest om de noget excentriske figurer, og ikke så meget om radio. Serien går pr. 2008 i seriebladet Pondus, Aftenposten, Stavanger Aftenblad, samt en række mindre Tidsskrifter og har gået i Basserne i Danmark.

## Links
- Radio Gagas hjemmeside